# Vestibule

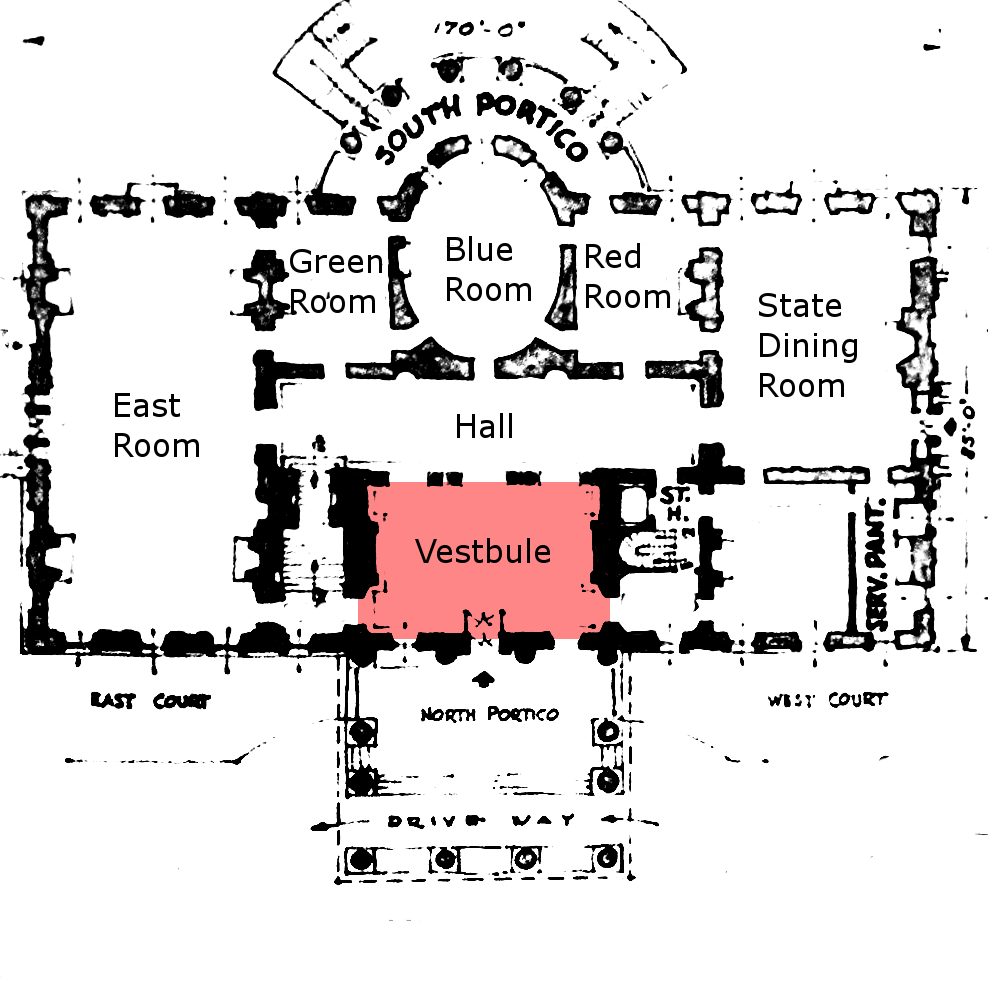
De vestibule op een plattegrond van het Witte Huis.

Een vestibule is een ruimte of lichaamsdeel en kan diverse betekenissen hebben. Het woord stamt af van het Latijnse woord vestibulum. In de Romeinse architectuur was het vestibulum het gedeeltelijk gesloten gedeelte tussen een huis en de straat.

## Architectuur
In de architectuur kan vestibule de volgende betekenissen hebben:
- Een grote entree
- Een grote entreehal of passage tussen de buitendeur en het binnenste van een gebouw
- Een receptieruimte
- Een entreeruimte

Algemeen kan een vestibule ook worden omschreven als een afgesloten ruimte tussen twee andere aangrenzende ruimtes.

## Medisch
- Het vestibulum vaginae is de anatomische naam voor de ingang van de vagina: de ruimte tussen de genitaliën die zich buiten het lichaam bevinden, de vulva, en de interne genitaliën, de vagina.
- Het vestibulair systeem is het centrale deel van het labyrint in het binnenste van het oor.